# مسکیت، شهرستان استار، تگزاس
مسکیت (به انگلیسی: Mesquite) یک منطقهٔ مسکونی در ایالات متحده آمریکا است که در شهرستان استار، تگزاس واقع شده‌است. مسکیت ۵۰۵ نفر جمعیت دارد.